# Gino Passeri
Gino Passeri (Firenze, 1º maggio 1911 – Grinon, 7 luglio 1937) è stato un militare e aviatore italiano, decorato di Medaglia d'oro al valor militare alla memoria nel corso della guerra civile spagnola.

## Biografia
Nacque a Firenze il 1 maggio 1911. Dopo aver frequentato le scuole medie inferiori, all'età di quattordici anni fu assunto quale apprendista meccanico presso le Officine Galileo di Firenze continuando però a frequentare i corsi serali di disegno meccanico. Nel dicembre 1929 si arruolò volontario nella Regia Aeronautica in qualità di allievo aviere, frequentando il corso speciale di pilotaggio presso la scuola di volo di Capua. Promosso aviere scelto nel marzo 1930 e primo aviere allievo sergente pilota in settembre, fu trasferito alla Scuola caccia di Ghedi per passare, nel mese di novembre, alla Scuola caccia del Centro della 2ª Zona Aerea Territoriale (Z.A.T.) di Padova dove conseguì, in dicembre, il brevetto di pilota militare volando su apparecchio Fiat C.R.20. Promosso sergente, fu inviato al 7º Gruppo Autonomo di stanza sull'aeroporto di Ciampino e, dal 10 giugno 1931, al 4º Stormo Caccia Terrestre di Campoformido. Sergente maggiore nel luglio 1935, il 24 dicembre 1936 fu inviato in missione speciale assegnato alla 19ª Squadriglia del XXIII Gruppo "Asso di Bastoni". Cadde in combattimento il 7 luglio 1937 durante la battaglia di Brunete, e venne insignito della medaglia d'oro al valor militare alla memoria.

### Fonti
1. 1 2 3 4 5 6  Combattenti Liberazione.
2. 1 2  Gruppo Medaglie d'Oro al Valor Militare 1965, p. 237.
3. 1 2  Ufficio Storico dell'Aeronautica Militare 1969, p. 108.
4. ↑  Medaglie d'oro al valor militare sul sito della Presidenza della Repubblica